# Strasbourg-Saint-Denis
Strasbourg-Saint-Denis è una stazione delle linee 4, 8 e 9 della metropolitana di Parigi.

## La stazione

### Origine del nome
La stazione porta il nome di Strasburgo capoluogo dell'Alsazia, città sede del Parlamento europeo. Essa ha dato il nome all'omonimo boulevard de Strasburg. Questa importante arteria taglia il boulevard Haussmann e giunge alla Gare de Paris Est.
Quanto al termine «Saint-Denis», esso evoca San Dionigi, primo vescovo di Parigi, che dette il suo nome alla città di Saint-Denis ed alla sua Abbazia. La Rue Saint-Denis si estende dalla rue de Rivoli a porte Saint-Denis, costruita in memoria delle vittorie conseguite da Luigi XIV nei Paesi Bassi e Germania. Essa prosegue con il nome di rue du Faubourg-Saint-Denis, fino al boulevard de la Chapelle, in direzione del comune di Saint-Denis. La leggenda vuole che san Dionigi sia stato martirizzato, decapitato e che il suo corpo senza testa, abbia continuato a camminare fino a Montmartre.

### Storia
La stazione è stata aperta il 21 aprile 1908 sulla linea 4.
Fino al 5 maggio 1931 si chiamava Boulevard Saint-Denis. In questa data la linea 8 venne prolungata da Richelieu — Drouot a Porte de Charenton e gli ingressi alla stazione vennero modificati.
Il 10 dicembre 1933 venne attivato il prolungamento della linea 9 (da Richelieu — Drouot a Porte de Montreuil).

## Accessi
La stazione conta ben sette accessi:
- 8, boulevard Saint-Denis
- 9, boulevard Saint-Denis
- 13, boulevard Saint-Denis
- 18, boulevard Saint-Denis
- 19, boulevard Saint-Denis
- 28, boulevard Saint-Denis
- 10, boulevard Bonne Nouvelle

## Interconnessioni
- Bus RATP - 20, 38, 39, 47
- Noctilien - N13, N14

## Galleria d'immagini

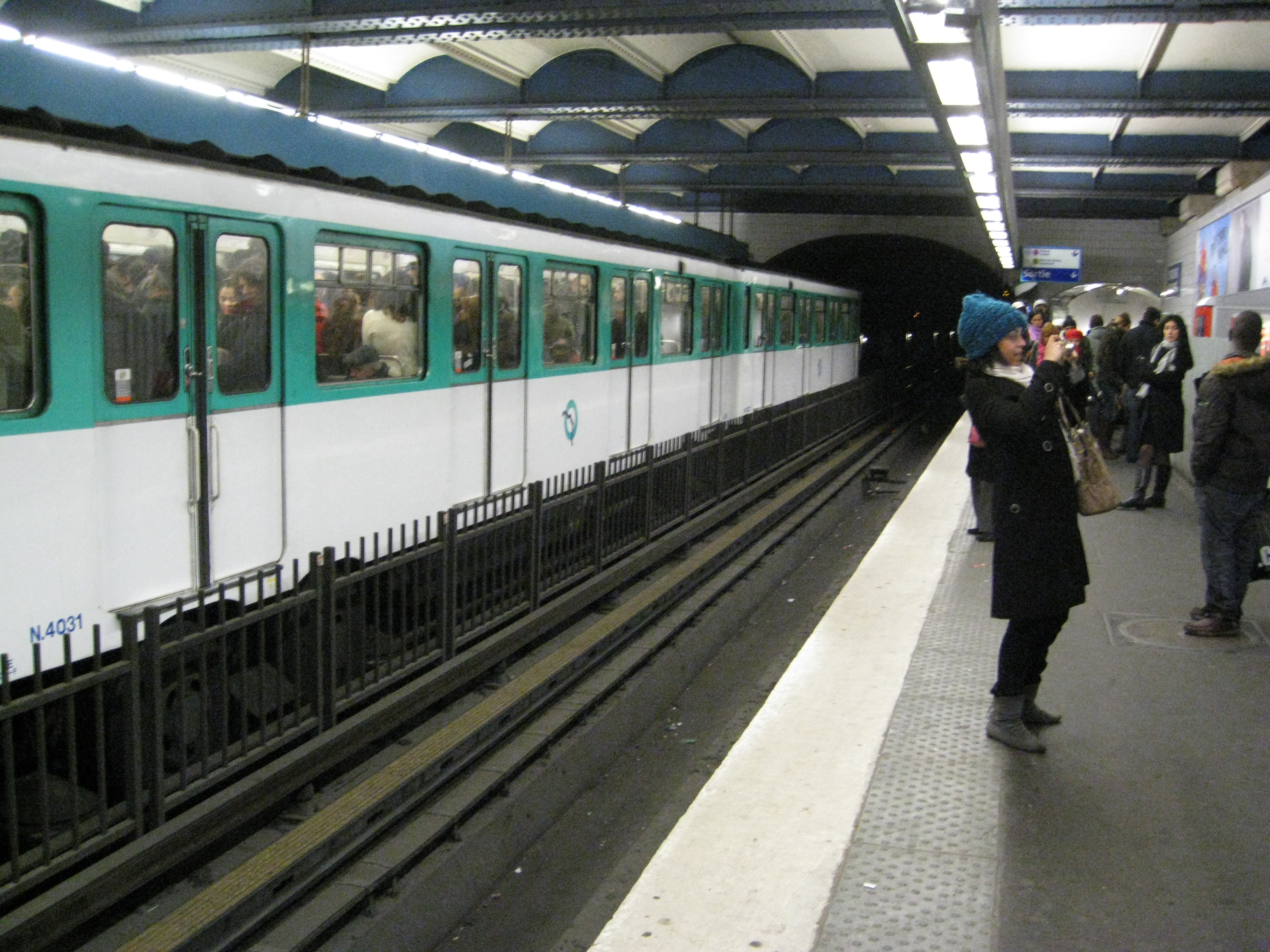
La banchina della linea 4
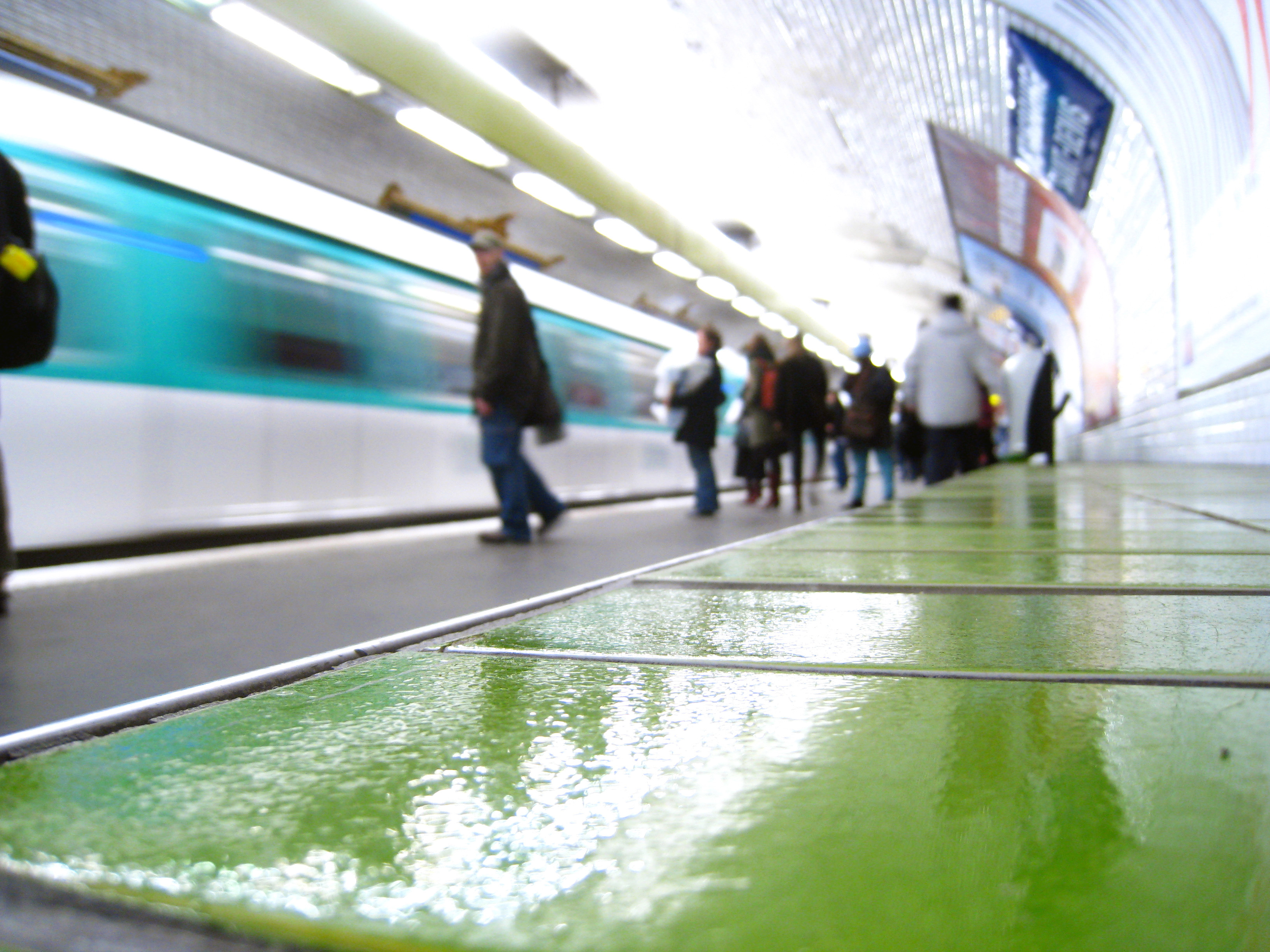
La banchina della linea 8
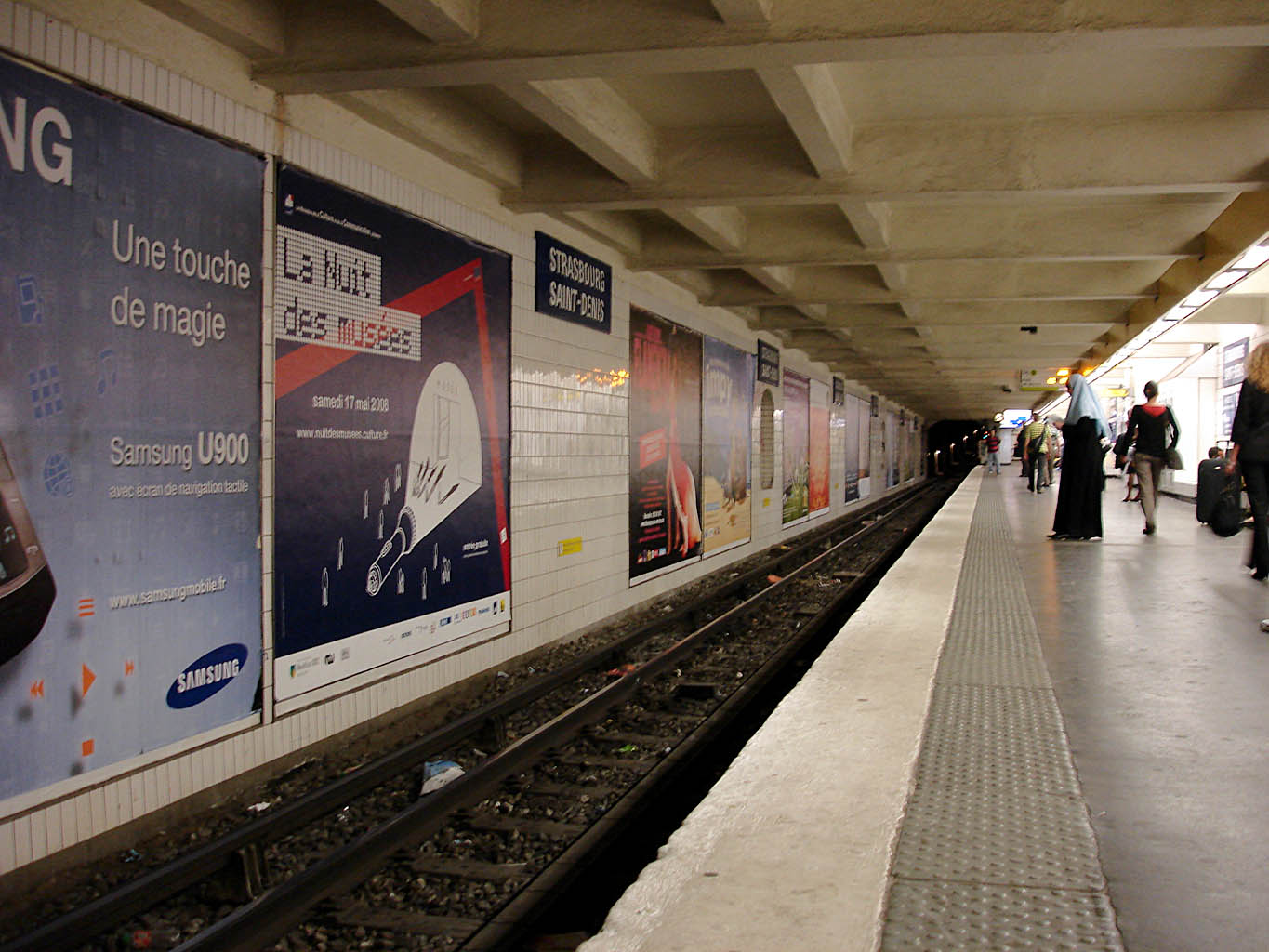
La banchina della linea 9